# Poems on the Underground
Lançado em 1986, Poems on the Underground é um projecto que visa trazer às pessoas poesia, disponibilizando vários poemas em paineís de publicidade, espalhados por toda a rede de metropolitano londrina.